# アルネ・トーデ
アルネ・トーデ ( Arne Tode, 1985年6月30日 - ) は、ドイツ・ザクセン州Glauchau出身のオートバイレーサー。

## 経歴
10歳のときからミニバイクレースを始める。1999年にはADACジュニアカップを制し、2000年・2001年はドイツロードレース選手権(IDM)125ccクラスに参戦した。2002年からはIDMスーパースポーツクラスに移り、2005年に初優勝、2006年には全8戦中7勝を挙げる強さを見せてシリーズチャンピオンに輝いた。
2007年はスーパーバイク世界選手権のサポートイベントであるFIMスーパーストック1000カップに参戦、シリーズランキング14位を記録した。翌2008年はIDMスーパースポーツに戻り、14レース中5勝を挙げて2度目のチャンピオンを獲得した。
2009年はIDMの最高峰、スーパーバイククラスに参戦。2勝を挙げてシリーズランキング5位を記録した。
2010年はロードレース世界選手権で新たに始まったMoto2クラスに、元グランプリライダーのデューク・ヘイドルフ率いる「レーシング・チーム・ジャーマニー」からデビューを果たした。第5戦イギリスGPで14位に入り初ポイントを獲得、第8戦地元ドイツGPでは予選で2番手に入る活躍を見せたが、第11戦インディアナポリスGPで負った肩の怪我の治療についてチームの指示に従わなかったことと、成績不振を理由として第13戦アラゴンGPを前にチームを解雇されてしまった。
2011年シーズンはMZのMoto2マシンを駆り、元スーパーモタード世界チャンピオンのベルント・ヒーマーをチームメイトにスペインロードレース選手権(CEV)に参戦を予定している。

## ロードレース世界選手権 戦績
| シーズン | クラス | バイク   | 出走 | 優勝 | 表彰台 | PP | FL | ポイント | シリーズ順位 |
| -------- | ------ | -------- | ---- | ---- | ------ | -- | -- | -------- | ------------ |
| 2010年   | Moto2  | スッター | 10   | 0    | 0      | 0  | 0  | 2        | 36位         |
| 合計     |        |          | 10   | 0    | 0      | 0  | 0  | 2        |              |